# Wolfgang Moritz Vogelgesang
Wolfgang Moritz Vogelgesang (* 29. Juli 1826 in Dippoldiswalde; † 4. Oktober 1888 in Mannheim) war ein deutscher Montanist, Geologe, Kurator und Gymnasialprofessor.

## Leben
Nach Hausunterricht, Besuch eines Lyzeums und der Kreuzschule in Dresden begann Wolfgang Moritz Vogelgesang 1843 ein montanistisches Studium an der Bergakademie Freiberg. 1844 wurde er Mitglied des Corps Saxo-Borussia. Die akademische Ausbildung schloss er 1847 ab, die praktische Ausbildung absolvierte er bis 1848 auf der Alten Mordgrube bei Freiberg. Ab November 1848 führte er bei der Commission für geognostische Untersuchungen des Königreichs Sachsen einige wissenschaftliche Untersuchungen durch. In den Jahren 1851 und 1852 war er als Schichtmeister bei verschiedenen Gruben im Revier des Freiberger Bergamtes tätig. 1853 wurde er erster Betriebsbeamter des Gersdorfer Bergwerks Segen Gottes Erbstolln. 1856 wechselte er als dirigierender Bergingenieur zur Kinzigthaler Bergwerksgesellschaft. Nachdem diese 1857 ihren Betrieb einstellen musste, wechselte er Ende des Jahres als Verwalter des Eisenerzbergbaus im Kinzigtal  und des Hüttenwerkes Hausach in Fürstlich Fürstenbergische Dienste. Nachdem er 1859 die Auflösung dieser nicht profitablen Aktivitäten geleitet hatte, wurde er 1860 beauftragt, die Fürstlich Fürstenbergische Naturaliensammlung im Hüfinger Schloss zu ordnen, aufzustellen und zu katalogisieren.
Ende 1863 erhielt er den Auftrag zur geognostische Untersuchung und Beschreibung des Fürstentum Fürstenberg. Von 1867 bis 1869 war er an der vom Badischen Handelsministeriums in Auftrag gegebenen geologischen Landesaufnahme beteiligt. In dieser Zeit hielt er auch öffentliche wissenschaftliche Vorträge in Donaueschingen und Villingen, in deren Folge er im September 1869 als Professor an das Realgymnasium Mannheim berufen wurde. 1871/71 legte er eine 600 Stücke umfassende geologische Schulsammlung  an. 1873 wurde er Direktor des Gymnasiums, dem er bis zu einem Tod vorstand.
1871 gehörte er zu den Gründungsmitgliedern des Oberrheinischen Geologischen Vereins. Vogelgesang fand erstmals im Oberen Muschelkalk Deutschlands, der bis dahin als korallenfrei galt, eine Koralle, die Heinrich Adolf von Eck ihm zu Ehren Latimaeandra Vogelsangi benannte und derzeit als Substuoresia vogelsangi (ECK 1879) bestimmt wird.
In älterer Literatur wird er öfters mit dem Petrographen und Mitbegründer der Gesteinsmikroskopie Hermann Peter Joseph Vogelsang verwechselt.

## Schriften (Auswahl)
- Geognostisch-bergmännische Beschreibung des Kinzigthaler Bergbaues, 1865
- Gutachten über die Erbohrung von Steinsalz bei Donaueschingen, 1868
- Die Organisation des Realgymnasiums in Mannheim, 1885
- Gaea von Mannheim: eine geologische Skizze, 1886